# Bitwa pod Mełchowem
Bitwa pod Mełchowem – bitwa stoczona 30 września 1863 roku pod Mełchowem k. Lelowa pomiędzy powstańcami styczniowymi płk. Zygmunta Chmieleńskiego a siłami Imperium Rosyjskiego, zakończona zwycięstwem powstańców.

## Przygotowania
Po walkach pod Ciernem, Warzynem i Czarncą, Chmieleński zebrał w Drochlinie rozproszony oddział chcąc osłonić formujących się strzelców kpt. Alberta Esterhazy'ego. W tym miejscu dotarła doń informacja o wysłaniu przeciwko niemu oddziału rosyjskiego złożonego z dwóch rot piechoty, dwóch szwadronów dragonów, stu kozaków oraz trzech dział i rakietników.
W związku z zagrożeniem Chmieleński zarządził zgrupowanie oddziałów swojego i kpt. Esterhazy'ego. Łącznie dysponował ok. 800 żołnierzami – prawym skrzydłem, rozstawionym w lesie, dowodził płk. Teofil Władyczański, a lewym, rozłożonym we wsi, kpt. Esterhazy.

## Uderzenie powstańców
Bitwę rozpoczęli Rosjanie ostrzałem artyleryjskim wsi, po którym nastąpił atak kolumny piechoty mającej opanować las na lewym skrzydle powstańców. Chmieleński polecił zajęcie lasu i zatrzymanie Rosjan, co Esterhazy szybko zrealizował, nawiązując następnie walkę ogniową z przeciwnikiem.
Jednocześnie kawaleria powstańcza ruszyła do ataku na wroga. 600 kroków od linii rosyjskich Polacy pod ogniem karabinowym zostali zmuszeni do zatrzymania się. Przegrupowawszy się rozbili szyki rosyjskie atakiem na bagnety, po czym wycofali się. Wobec chaosu w szeregach rosyjskich Chmieleński polecił kolejne natarcie bagnetami, równoczesne z atakiem kawalerii na armaty.

## Nieudana ofensywa kawalerii
Powstańcza kawaleria nie była jednak zdolna do sprawnego działania, ponieważ jeszcze na początku bitwy została ostrzelana przez artylerię, a następnie rakietników. Ogień przeciwnika spowodował niewielkie straty, ale spłoszył konie, więc do zarządzonego ataku zdolnych było jedynie kilkunastu kawalerzystów. Kolejna salwa dział rosyjskich rozproszyła ich, a w trakcie szarży ranny został m.in. Adam Chmielowski, późniejszy św. Brat Albert.
Na lewym skrzydle trwały jednocześnie walki, którymi dowodził kpt. Esterhazy, jednak jego śmierć spowodowana postrzałem w głowę załamała walczących. Oddział został rozdzielony na dwie części i zaczął cofać się w kierunku sił głównych, ulegając dalszemu rozproszeniu. Ciężko ranny został wówczas dowodzący swoimi jednostkami płk. Władyczański, który zmarł wkrótce po bitwie.

## Wycofanie się Polaków
Brak dowodzenia na obu skrzydłach zmusił Chmieleńskiego do uporządkowanego odwrotu w kierunku Lgoczanki. Oddziały rosyjskie wkrótce zaprzestały pościgu i zajęły się rabowaniem wsi Bystrzanowice.
W wyniku bitwy rannych lub poległych zostało 70 powstańców. Rosjanie doznali podobnych strat.